# Republic F-84F Thunderstreak
Republic F-84F Thunderstreak byl americký proudový stíhací bombardovací letoun se šípovým křídlem. Základem konstrukce byl původní F-84 Thunderjet s přímým křídlem, ale varianta F-84F představovala takřka kompletně nový letoun. Verze pro fotografický průzkum nesla označení RF-84F Thunderflash.
Design byl původně zamýšlen jako relativně jednoduchý upgrade stroje F-84 Thunderjet, aby byl více konkurenceschopný s F-86 Sabre, který se do značné míry lišil v použití šípových křídel a ocasu. Vzhledem k malému počtu změn mu bylo přiděleno další písmeno modelu v řadě F-84, F. Prototypy prokázaly řadu problémů s výkonem a manipulací, což mělo za následek nepatrné zlepšení oproti předchozím verzím. Výroba byla opakovaně zdržována a další série Thunderjetů s přímým křídlem byla dokončena jako modely G.
Při hledání jasného výkonu ve srovnání s modely G byl motor vyměněn za mnohem výkonnější britský Armstrong Siddeley Sapphire vyráběný ve Spojených státech jako Wright J65. Větší motor si vyžádal roztažení trupu do oválného tvaru a úpravu vstupního ústrojí. S těmito a dalšími změnami byl návrh konečně připraven ke vstupu do výroby, ale mohl být použit pouze zlomek původních výrobních systémů a letoun byl v podstatě nové konstrukce. Nakonec vstoupil do služby v listopadu 1954. Do té doby i Sabre prošel mnoha modernizacemi a Thunderstreak byl zařazen do role stíhacího bombardéru. Jeho doba jako přední konstrukce byla krátká; už v roce 1958 se začal přesouvat na vedlejší role.
F-84F byly poté nabídnuty členským zemím NATO a dalším spojencům, kteří je převzali ve velkém počtu.

## Vývoj

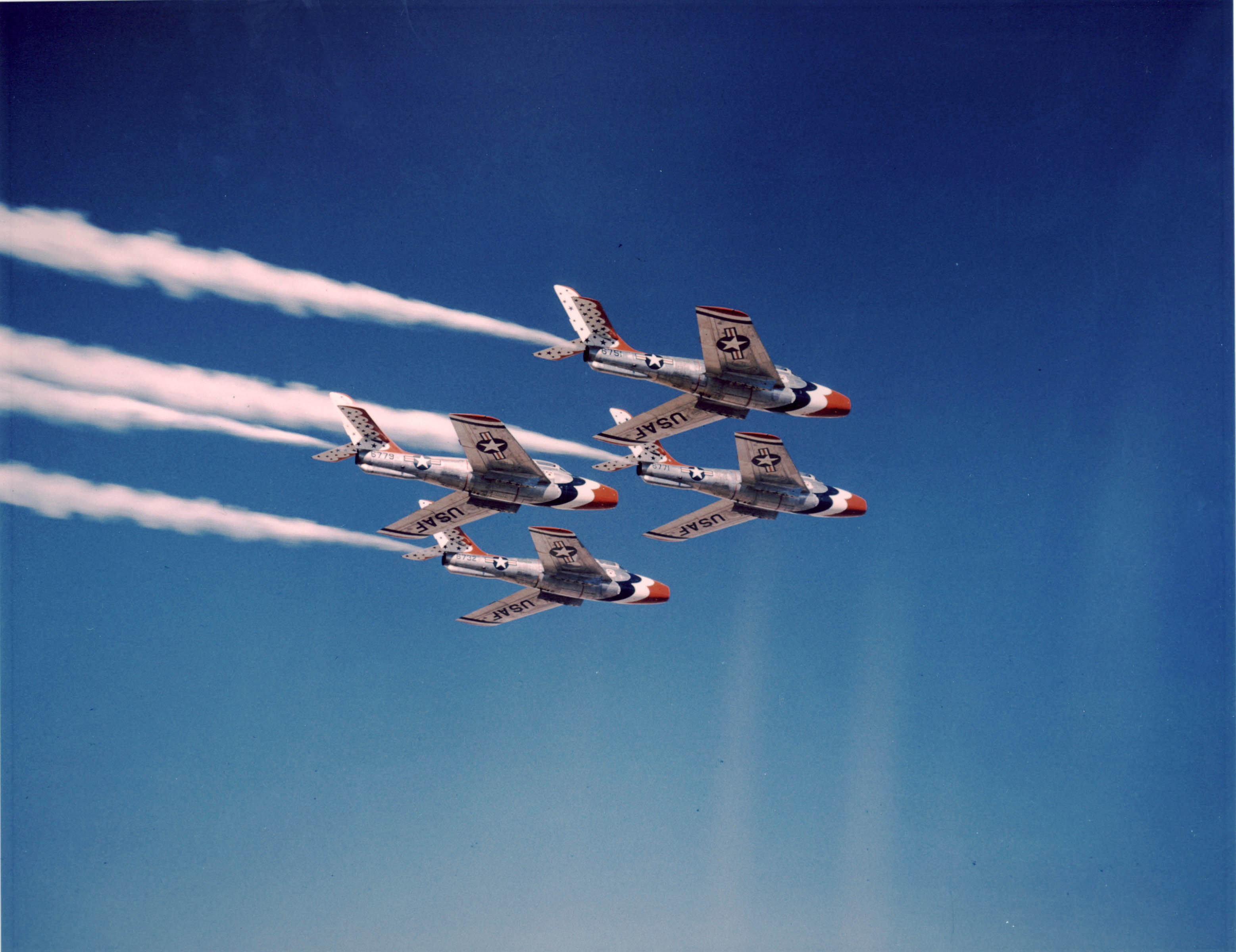
Letouny F-84F Thunderstreak akrobatické skupiny USAF Thunderbirds

V roce 1949 firma Republic vytvořila verzi letounu F-84 se šípovým křídlem, jako pokus zvýšit jeho výkony na úroveň konkurenčního F-86 Sabre. Poslední sériový kus F-84E dostal šípové ocasní plochy, nové křídlo se šípem náběžné hrany 38,5° a záporným vzepětím 3,5° a motorem Allison J35-A-25 o tahu 23,58 kN.  Prototyp byl původně značen XF-96A. První vzlet se uskutečnil 3. června 1950, stroj pilotoval Otto P. Haas. Ačkoli letoun dosáhl rychlosti 1 115 km/h, zlepšení výkonů oproti standardním F-84 bylo považováno za nedostatečné. I navzdory tomu byla od července 1950 objednána sériová výroba pod označením F-84F Thunderstreak. Označení F-84 zůstalo zachováno, když letoun byl považován za nízkonákladové vylepšení starších F-84 s přímým křídlem. Výrobce měl na sériové lince používat 55% původních výrobních přípravků a nástrojů.
Mezitím se objevila možnost podstatně zlepšit výkony letounu hlavně ve velkých výškách. K dispozici byl v té době špičkový proudový motor Armstrong Siddeley Sapphire britského původu, licenčně vyráběný ve Spojených státech jako Wright J65. Aby se rozměrnější pohonná jednotka vešla do velmi štíhlého trupu, byl jeho průřez vertikálně „natažen“, což změnilo původně kruhový tvar vstupního otvoru na oválný. Zpoždění ve výrobě F-84F a stále rostoucí potřeba stíhacích bombardérů na korejském válčišti přiměly americké letectvo objednat velký počet F-84G s přímým křídlem jako prozatímní řešení.
Sériová výroba F-84F se rychle dostala do potíží. Ačkoli se původně očekávalo, že na lince bude možné využít 55% výrobních přípravků, nakonec se jich použilo jenom 15%. Dalším problémem byly nosníky a žebra křídla F-84F, tvářené za studena lisováním. Vyrobit je v celých Spojených státech dokázaly pouhé tři lisy, přičemž prioritu ve výrobě měly části křídel bombardérů Boeing B-47 Stratojet. Motor YJ65-W-1 byl považován za zastaralý a zlepšená verze J65-W-3 přišla až v roce 1954. Když konečně 22. listopadu 1952 vzlétl první sériový F-84F, podstatně se lišil od prototypů. Nový byl kabinový kryt, otevíraný vyklápěním nahoru a vzad, namísto původních krytů odsouvaných dozadu v kolejničkách. Aerodynamické brzdy se přesunuly z dolní části trupu na boky. Stroj nebyl stále ještě považován za vyzrálý pro službu u jednotek, hlavně kvůli problémům s ovladatelností a stabilitou. Prvních 275 produkčních kusů, osazených konvenční vodorovnou ocasní plochou rozdělenou na kormidlo a stabilizátor, mělo nedostatečnou obratnost v zatáčkách při vysokých rychlostech a nevhodné vlastnosti ve vývrtce. Počínaje výrobním blokem číslo 25 byl problém vyřešen použitím hydraulicky ovládané plovoucí (jednodílné) vodorovné ocasní plochy. Velký počet letounů také zpětně obdržel spoilery na křídlo pro zlepšení obratnosti ve vysokých rychlostech. Po velkém úsilí byl stroj F-84F prohlášen dne 12. května 1954 za operačně způsobilý.

## Služba

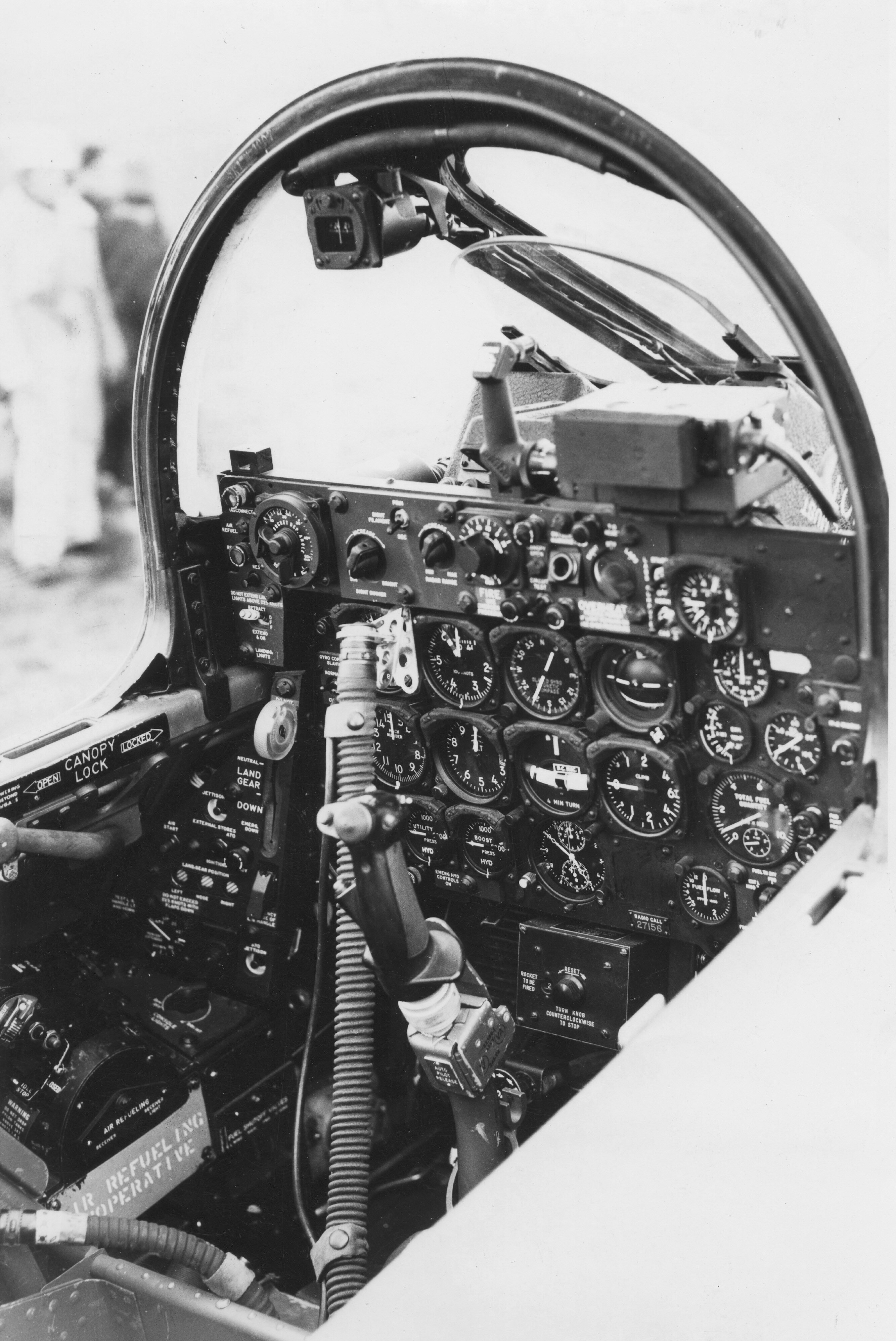
Panel přístrojů v kokpitu F-84F

Kompletní program operačních zkoušek F-84F byl ukončen v listopadu 1954. Letoun se při nich ukázal jako výrazně lepší ve srovnání s F-84G nebo staršími verzemi Thunderjetu. I potom na začátku roku 1955 časté závady motorů kompletně uzemnily všechny F-84F. Mimo vysoké závadovosti trpěl motor J65 náchylností k odtržení plamene za letu v hustém dešti nebo sněžení. V důsledku problémů začalo vyřazování letounů ze služby prakticky ihned po jejich prohlášení za operačně způsobilé a proběhlo mezi roky 1954 – 1958. Politické napětí v Německu, které vyvrcholilo roku 1961 stavbou Berlínské zdi, znamenalo reaktivaci flotily F-84F. V roce 1962 byly stroje opět uzemněny kvůli korozi řídících pák. Celkem 1 800 pracovních hodin bylo nutné věnovat každému vyrobenému letounu, aby se stal opět plně operačním. Z aktivní služby v USAF byly letouny vyřazeny v roce 1964. Pokračující problémy s korozí vedly k nutnosti vyřadit roku 1971 letouny i ze služby v americké Národní gardě (ANG).
Jeden z velmi mála vzdušných soubojů typu se udál 16. srpna 1962, kdy dvojice tureckých F-84F sestřelila dva irácké bombardéry Iljušin Il-28. Ty překročily tureckou hranici kvůli navigační chybě při náletu na pozice kurdských povstalců. 
Druhý prototyp YF-84F byl vyroben se vstupy vzduchu v kořenech křídla. Toto řešení nebylo použito u stíhacích bombardérů, kvůli určité ztrátě tahu motoru. Uvolnění přídě ale dalo možnost využít vzniklý prostor pro kamery a jejich objektivy a bylo využito u průzkumné verze RF-84F Thunderflash. První YRF-84F byl dokončen v únoru 1952. Letoun pozbyl výzbroj čtyř velkorážových kulometů a namísto nich mohl nést až patnáct kamer. Zlepšení představoval elektronický systém, který nastavoval kamery automaticky vzhledem ke světelným podmínkám, rychlosti, a výšce letu. Periskop umožňoval pilotovi lepší výhled na fotografovaný objekt, pomocí magnetofonu mohl komentovat své záběry. Také průzkumný Thunderflash trpěl stejnými zpožděními a problémy jako standardní F-84F, což odsunulo zahájení operační služby až na březen 1954. Z aktivní služby byl stroj vyřazen roku 1957, reaktivován v roce 1961 a konečně vyřazen od Národní gardy v roce 1972.
Několik upravených RF-84F Thunderflash bylo použito během projektu FICON.

### Létání na Thunderstreaku

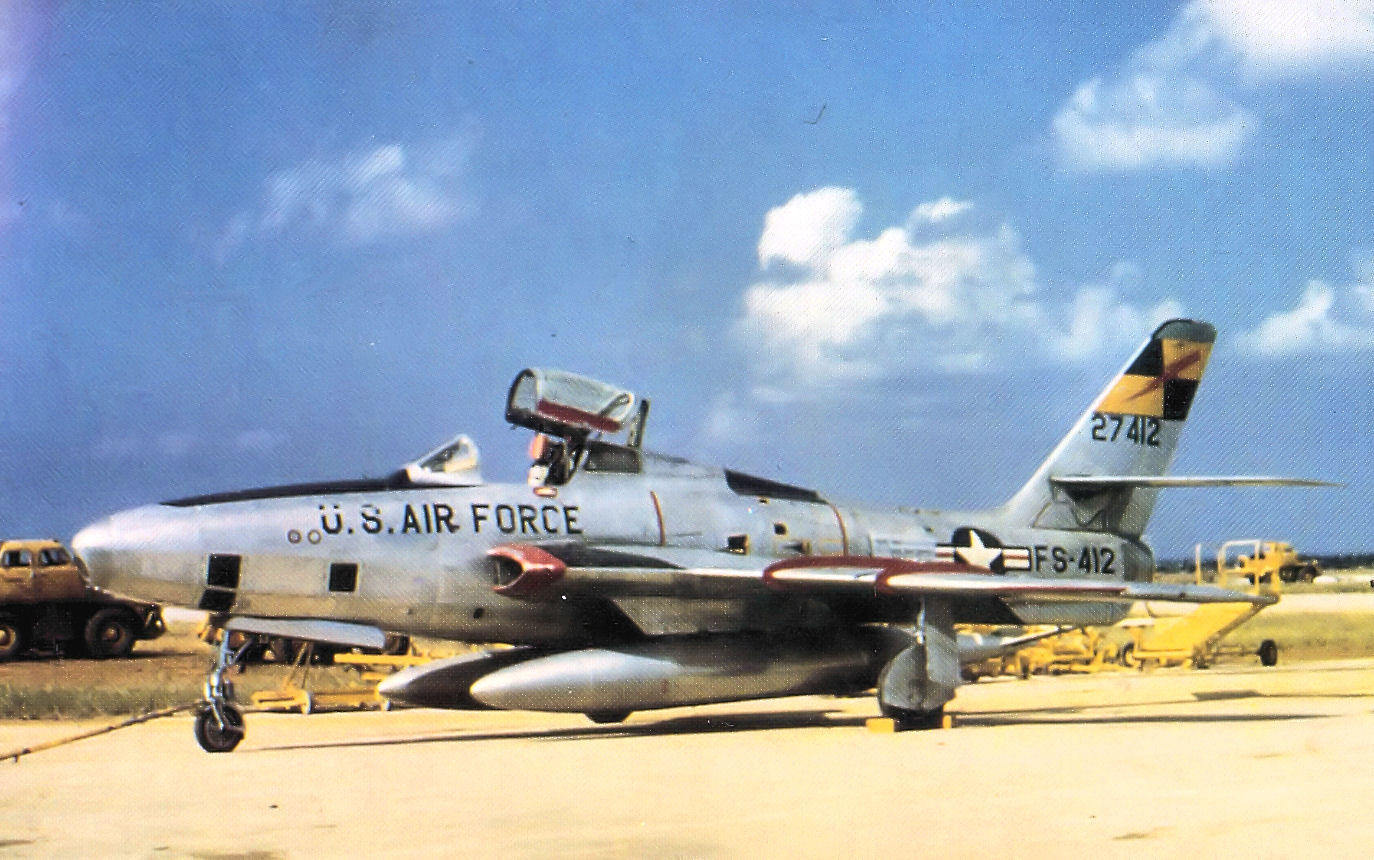
RF-84F Thunderflash, průzkumná verze F-84F Thunderstreak.

Thunderstreak trpěl týmiž problémy s akcelerací při startu jako Thunderjety s přímým křídlem, a to navzdory podstatně výkonnějšímu motoru. Ve skutečnosti bylo asi 3,1 kN (Nebo 10% tahu.) motoru J65 ztraceno kvůli montáži s výstupní tryskou skloněnou výrazně směrem dolů. Za horkých dnů bylo pro rozjezd nezbytných až 2 285 metrů kvalitní betonové dráhy.  Vzlet probíhal typicky při rychlosti 300 km/h. Stejně jako Thunderjet, i Thunderstreak exceloval za letu cestovní rychlostí a zachovával si dobré vlastnosti v rámci celé své letové obálky. Také se u něj projevovalo prudké vykývnutí přídě vzhůru po dosažení kritického Machova čísla, s rizikem odtržení křídla. Navíc, F-84F bylo takřka nemožné vyvést z vývrtky a pod výškou 3 000 metrů zbývala pilotovi jako jediné řešení katapultáž.
Jako odkaz na slavného následovníka Republic F-105 Thunderchief, byl Thunderstreak někdy přezdívaný Thud's Mother (Thudova matka). Starším F-84 s přímým křídlem se často přezdívalo „Hog“ (Svišť), což F-84F přineslo přezdívku "Super Hog," a F-105 byl známý jako "Ultra Hog."
Od poloviny 60. let byl F-84F ve stavech USAF nahrazován typem F-100 Super Sabre a průzkumný RF-84F stroji RF-101 Voodoo a oba starší typy postupně přecházely k Národní gardě. Od ní byl poslední F-84F vyřazen v roce 1971, RF-84F roku 1972. Tři RF-84F řeckého letectva byly v roce 1991 vyřazeny ze služby jako vůbec poslední operační F-84.
Richard Bach, autor bestselleru Jonathan Livingston Seagull, byl pilotem F-84F v Národní gardě, aktivovaným pro službu v Evropě. Ve své první knize Stranger to the Ground detailně popsal svůj let v Thunderstreaku z Anglie do Francie za noci a špatného počasí.

## F-84F nad Československem
Dne 22. října 1959 odstartovaly dva letouny F-84F pilotované Rolfem Hofmannem a Helmuthem Krausem z letiště v Memmingenu. Díky navigačním nejasnostem a nepříznivým povětrnostním podmínkám se ocitli nad územím Československa. Oba letouny narazily do hory Dyleň. Piloti se zachránili katapultováním. Byli zajati československou pohraniční stráží a po výsleších byli vráceni začátkem prosince na přechodu Rozvadov do Spolkové republiky Německo. Trosky obou letounů jsou ve sbírkách Leteckého muzea ve Kbelích a leteckého muzea ve Zruči u Plzně.
Pondělí 12. října 1959. Z italské základny 6. křídla italských leteckých sil (6. Stormo Aeronautica Militare) v Ghedi startuje v 10:50 dvojice stíhacích bombardérů Thunderstreak F-84 F. V kokpitech jsou usazeni podporučík Ernesto De Majo a poručík Ugo Zenoglio, pod jehož vedením bude cvičný let probíhat. Chybou a následnou chybou navigace se podporučík De Majo odpojí od svého vedoucího a po ztrátě orientace a pohybu nad NSR si to namíří ve 12:03 h SEČ k narušení čs. vzdušného prostoru s letounem F-84 F, trupové číslo 6-37, italské státní příslušnosti. Narušitel letěl v rozpětí výšek 7 až 10 000 metrů rychlostí 750 km/h po trati: 40 km jihozápadně Norimberk 1148 h – Tinchenreut – 5 km jižně Cheb – narušení státní hranice 12:03 h – Eibenstock – Chomutov – Litoměřice – 10 km západně Vrchlabí – Pardubice – Hradec Králové, kde přistál v 12:35 h. Nad naším územím ho doprovázelo několik typů MiGů, které si ho předávaly a donutily ho k přistání. Pilot dlouze vyslechnut, letadlo v hangáru dlouze prohlídnuto, rozebráno a snad poté na hranicích předáno.

## Varianty

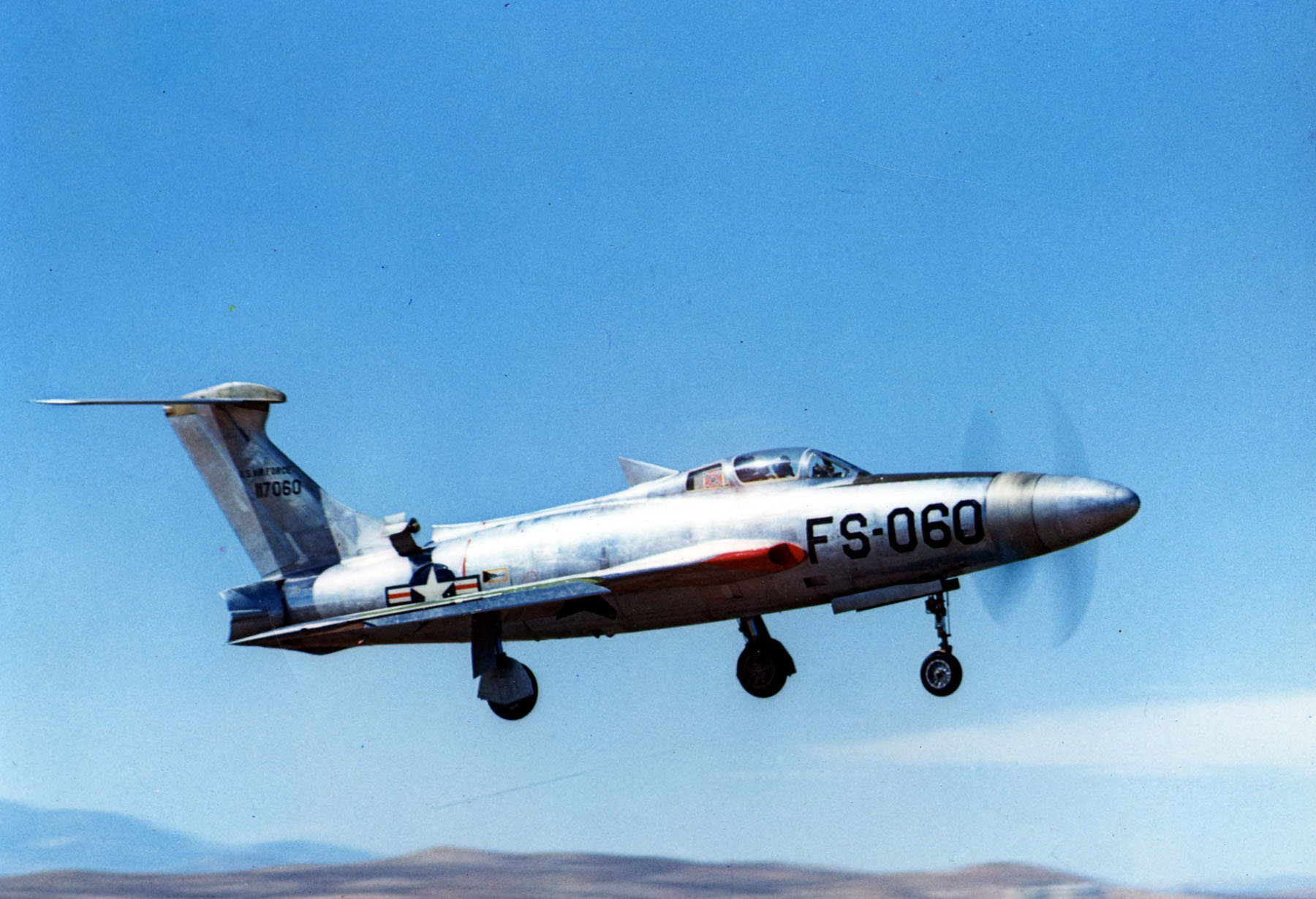
Prototyp XF-84H Thunderscreech za letu

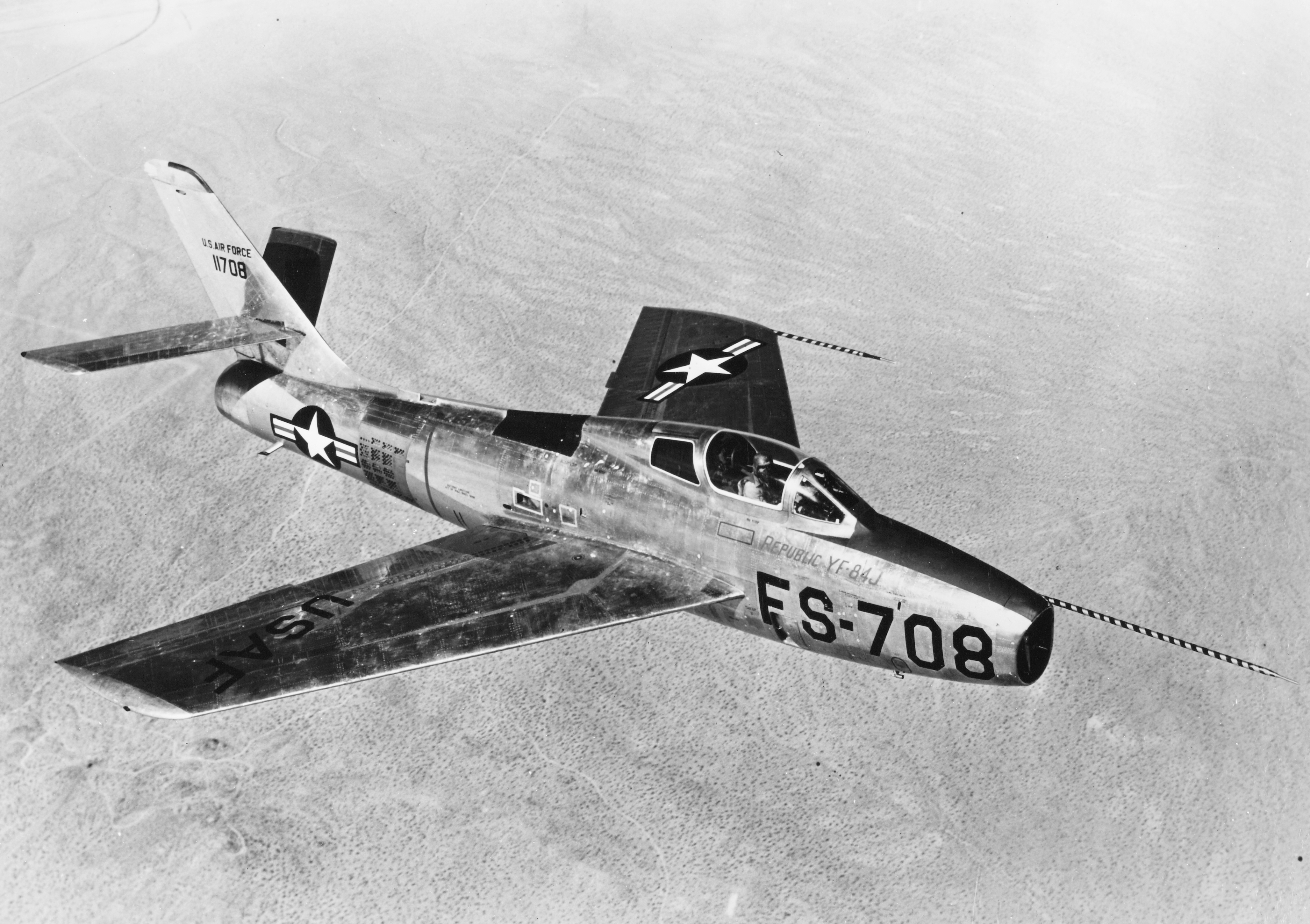
Jeden z prototypů YF-84J

YF-84FDva prototypy F-84F se šípovým křídlem, původně značené YF-96.
F-84F ThunderstreakVerze se šípovým křídlem a motorem Wright J65. Letouny ze stavu Tactical Air Command byly vybaveny systémem LABS pro odhoz jaderných pum manévrem „přes rameno“. Postaveno 2 711 kusů, z nich 1 301 bylo dodáno do evropských zemí NATO v rámci programu Mutual Defense Assistance Program (MDAP).
GRF-84F25 RF-84F bylo upraveno tak, aby mohly být neseny v pumovnici bombardéru GRB-36F při zkouškách v rámci projektu FICON. Stroje byly později značeny jako RF-84K.
RF-84F ThunderflashPrůzkumná verze F-84F, postaveno 715 kusů.
XF-84HDva F-84F byly přestavěny na pokusné letouny s turbovrtulovým motorem Allison XT40-A-1 o výkonu 4 365 kW (5 850 k), který poháněl vrtuli schopnou pracovat v nadzvukovém režimu. Pozemní personál nazýval typ XF-84H jako Thunderscreech (Thunder – křikloun.), kvůli extrémní hlučnosti.
YF-84JDva F-84F byly přestavěny na prototypy verze YF-84J se zvětšeným vstupem vzduchu a motorem General Electric J73. YF-84J dosáhl dne 7. dubna 1954 Machova čísla 1,09 ve vodorovném letu. Projekt byl ukončen kvůli příliš vysokým nákladům na přestavbu F-84F na verzi J.

## Uživatelé

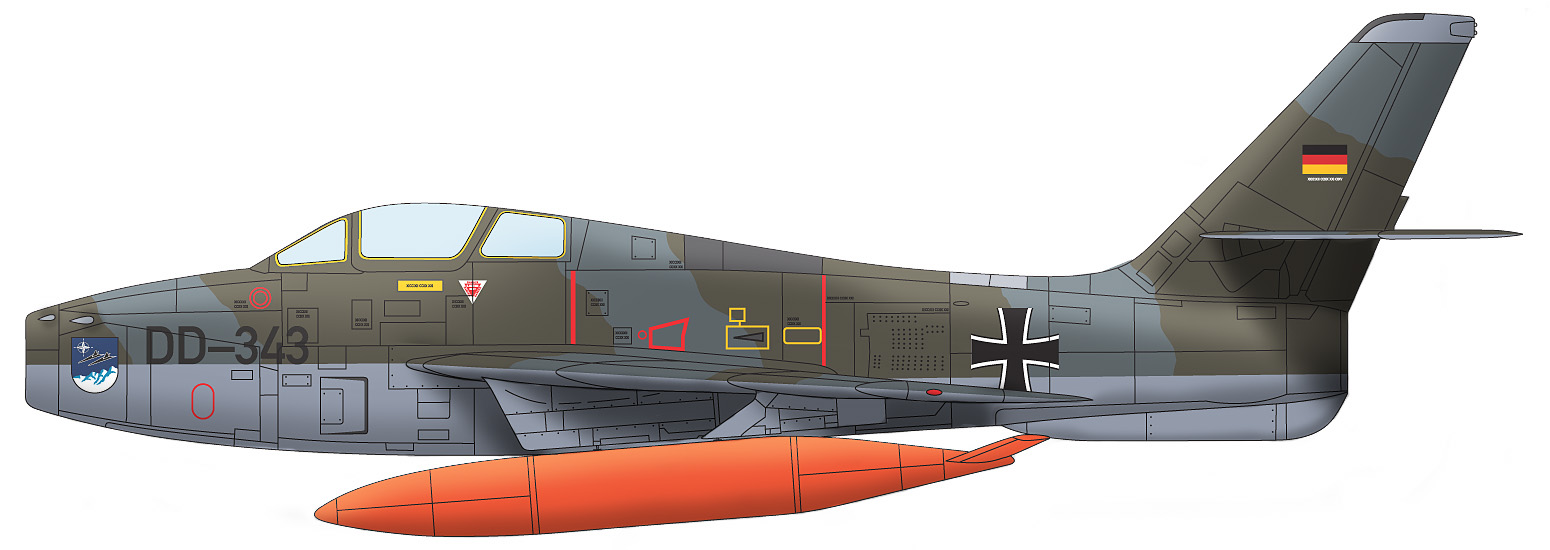
F-84F, JaboG 34, Luftwaffe

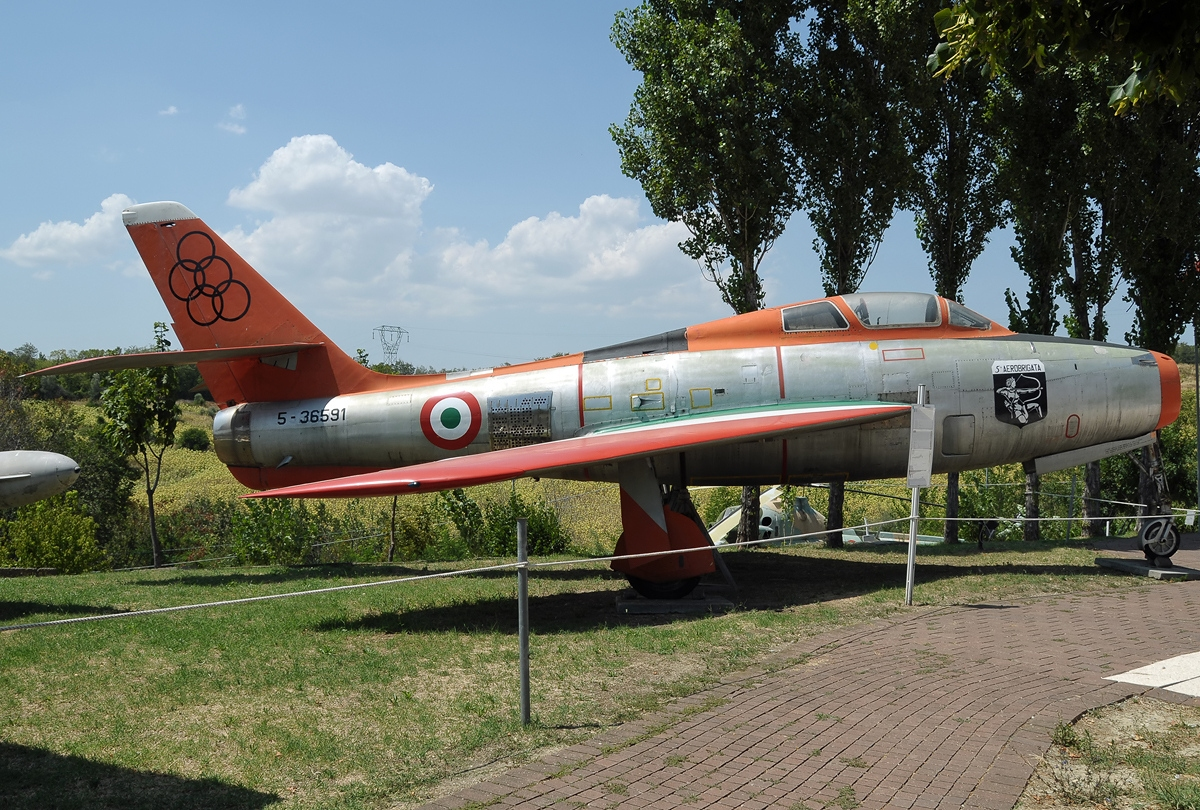
Republic F-84F Thunderstreak, Aeronautica Militare

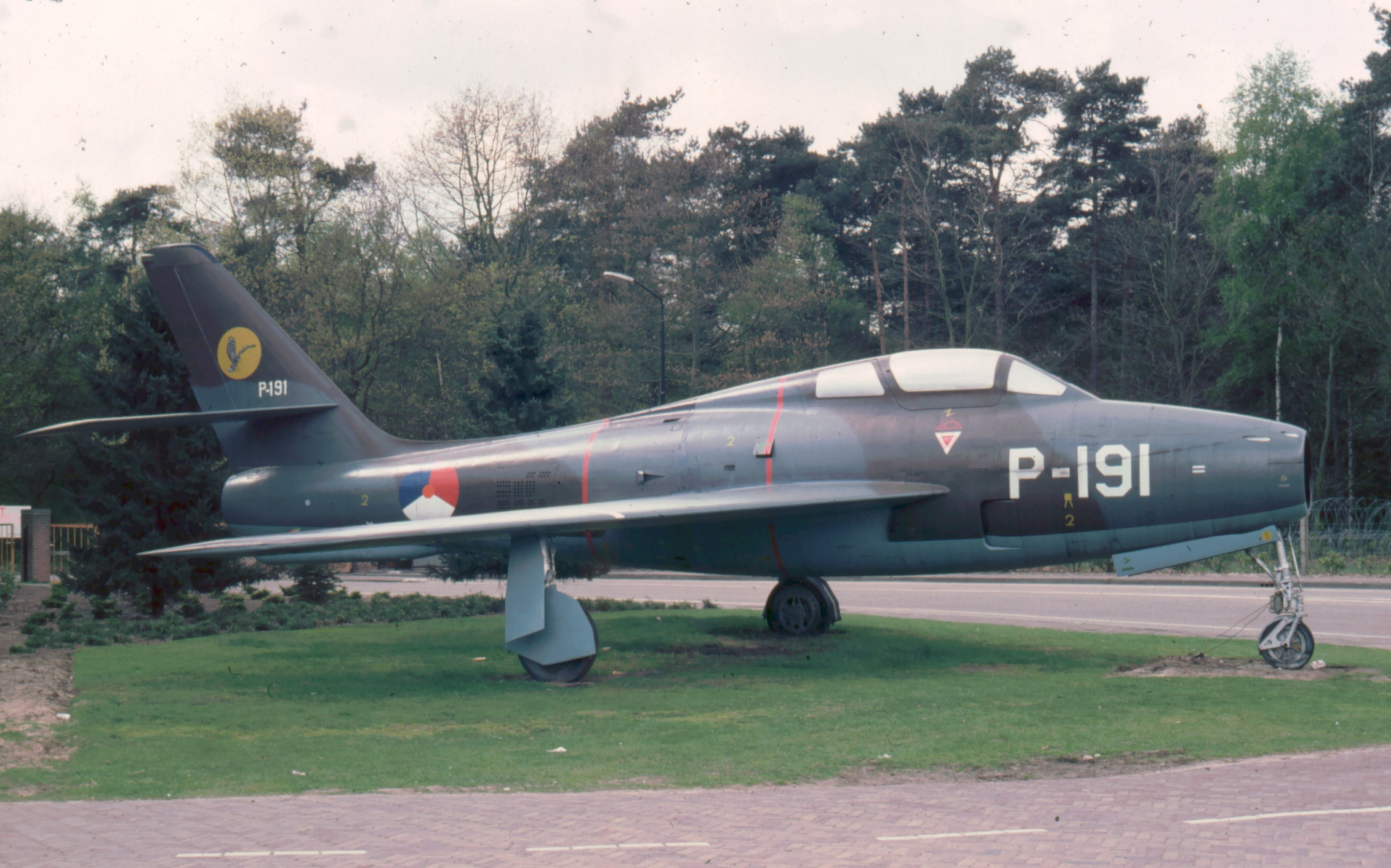
F-84F, Koninklijke Luchtmacht

Belgie
Belgické letectvo (197× F-84F, 34× RF-84F užívané od roku 1955)
 Dánsko
Dánské královské letectvo
 Francie
Francouzské letectvo
 Německo
Luftwaffe
 Řecko
Řecké vojenské letectvo
 Íránské císařství
Íránské vojenské letectvo
 Itálie
Aeronautica Militare
 Nizozemsko
Nizozemské královské letectvo
 Norsko
Norské královské letectvo
 Portugalsko
Portugalské letectvo
 Čínská republika
Čínské letectvo
 Turecko
Turecké letectvo
 USA
United States Air Force
 Jugoslávie
Jugoslávské letectvo

## Specifikace (F-84F Thunderstreak)

### Technické údaje
- Osádka: 1
- Rozpětí: 10,25 m
- Délka: 13,23 m
- Výška: 4,39 m
- Nosná plocha: 30 m²
- Hmotnost prázdného stroje: 5 200 kg
- Vzletová hmotnost: ? kg
- Maximální vzletová hmotnost: 12 701 kg
- Pohonná jednotka: 1 × proudový motor Wright J65-W-3 o tahu 32,2 kN

### Výkony
- Maximální rychlost: 1 119 km/h
- Dostup: 14 000 m
- Stoupavost: 42 m/s u země
- Dolet: 1 304 km – bojový akční rádius se dvěma přídavnými nádržemi.
- Předávací dolet: 3 443 km s využitím plné nosnosti pro palivo.
- Plošné zatížení: 423 kg/m²

### Výzbroj
- 6 × kulomet Browning M3 ráže 12,7 mm (4 x v přídi trupu, 2 x v kořeni křídla).
- Až 2 727 kg pum a neřízehých střel, nesená mohla být i 1x jaderná puma Mark 7

### Avionika
- zaměřovač A-1CM nebo A-4, spřažený s radarovým dálkoměrem APG-30 nebo MK-18